# Atlântida (Flórida Paulista)
Atlântida é um distrito do município brasileiro de Flórida Paulista, no interior do estado de São Paulo.

## História

### Formação administrativa
- Distrito criado pela Lei n° 233 de 24/12/1948, com sede no povoado de Atlantiris e com terras desmembradas do distrito de Flórida Paulista[3][4].
- Decreto nº 18.722-B de 19/07/1949 - Cria a 1.ª subdelegacia de policia do distrito de Atlântida, no município de Flórida Paulista[5].

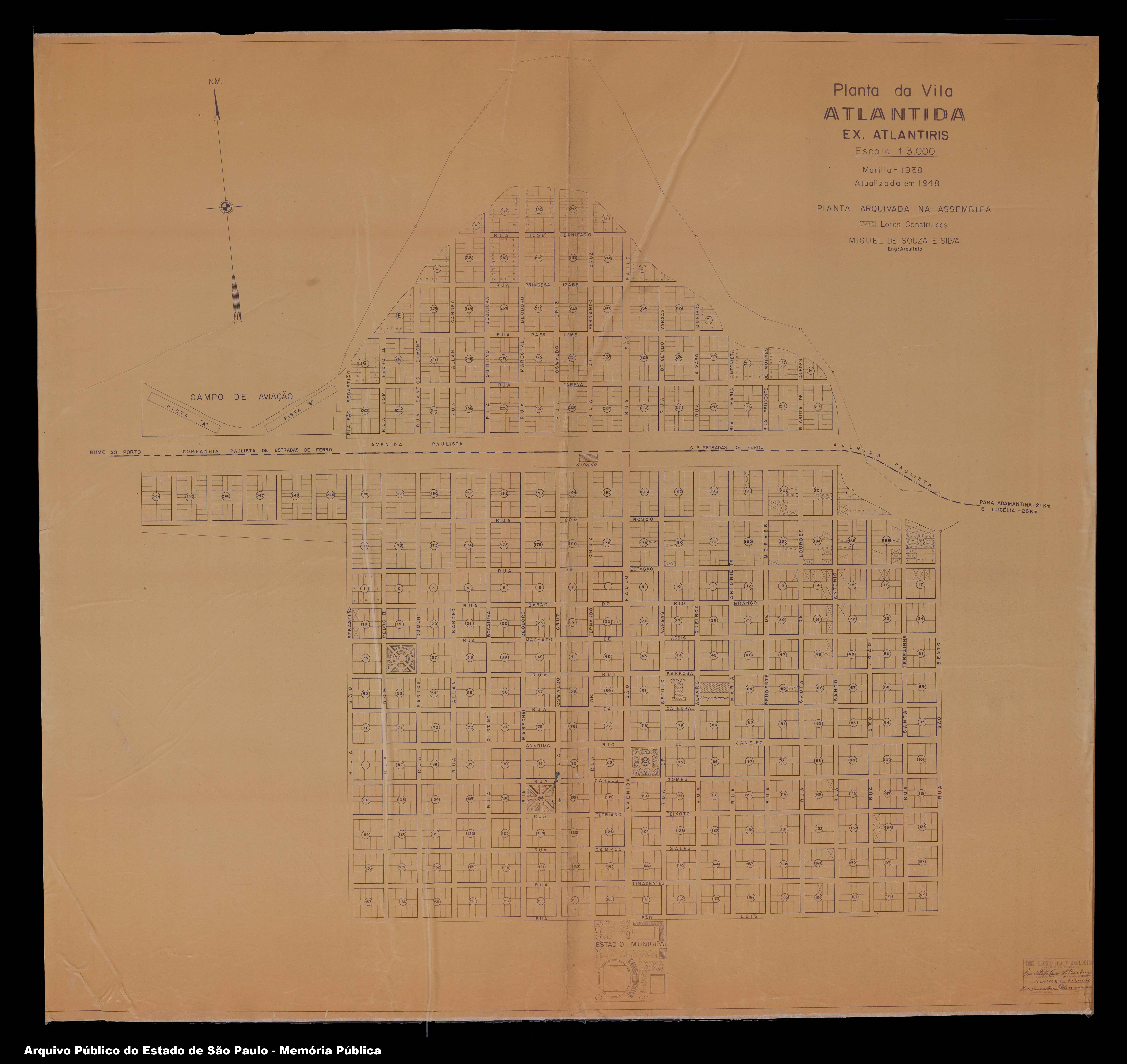
Planta da área urbana original.

## Geografia

### Demografia

#### População urbana
| Crescimento população urbana | Crescimento população urbana | Crescimento população urbana | Crescimento população urbana |
| Censo                        | Pop.                         |                              | %±                           |
| ---------------------------- | ---------------------------- | ---------------------------- | ---------------------------- |
| 1950                         | 544                          |                              | —                            |
| 1960                         | 363                          |                              | −33,3%                       |
| 1970                         | 241                          |                              | −33,6%                       |
| 1980                         | 187                          |                              | −22,4%                       |
| 1991                         | 304                          |                              | 62,6%                        |
| 2000                         | 312                          |                              | 2,6%                         |
| 2010                         | 294                          |                              | −5,8%                        |
| Fonte: IBGE e Fundação SEADE |                              |                              |                              |

#### População total
Pelo Censo 2010 (IBGE) a população total do distrito era de 530 habitantes.

### Área territorial
A área territorial do distrito é de 65,534 km².

### Rodovias
O acesso principal ao distrito é a Rodovia Comandante João Ribeiro de Barros (SP-294).

### Ferrovias
Pátio Atlântida (Z03) da Linha Tronco Oeste (Companhia Paulista de Estradas de Ferro), estando a ferrovia atualmente desativada sob concessão da Rumo Malha Paulista.

## Serviços públicos

### Registro civil
Atualmente é feito na sede do município, pois o Cartório de Registro Civil das Pessoas Naturais do distrito foi extinto pelo  Tribunal de Justiça do Estado de São Paulo, e seu acervo foi recolhido ao cartório do distrito sede. Os primeiros registros dos eventos vitais realizados neste cartório são:
- Nascimento: 20/09/1954
- Casamento: 04/10/1954
- Óbito: 11/11/1954

### Saneamento
O serviço de abastecimento de água é feito pela Companhia de Saneamento Básico do Estado de São Paulo (SABESP).

### Energia
A responsável pelo abastecimento de energia elétrica é a Neoenergia Elektro, antiga CESP.

## Religião
O Cristianismo se faz presente no distrito da seguinte forma:

### Igreja Católica
- A igreja faz parte da Diocese de Marília[19].